# Spodoptera glaucistriga
Spodoptera glaucistriga là một loài bướm đêm trong họ Noctuidae.